# 大韓民国憲法第3条
大韓民国憲法 第3条（だいかんみんこくけんぽう だいさんじょう）は、大韓民国憲法の第1章「総綱」にある条文の一つ。大韓民国の領土を規定する。

## 解説
第三条では、短い一文によって大韓民国の領土範囲が端的に規定されている。それによると
- 韓半島（朝鮮半島）
- その周辺島嶼

のみが、その領土であると規定されている。